# Соса, Освальдо
Осва́льдо Альбе́рто Со́са (исп. Osvaldo Alberto Sosa; 26 января 1948, Буэнос-Айрес — 6 июля 2020, Буэнос-Айрес) — аргентинский футболист и футбольный тренер, играл на позиции полузащитника. Наиболее известен по работе «Архентинос Хуниорс», в который в качестве главного тренера приходил шесть раз, а в 1997 году вывел этот клуб в Высший дивизион.

## Биография

### Игровая карьера
Соса начинал карьеру в «Альмагро», в котором играл на протяжении двух сезонов. В последующие годы играл на родине за «Архентинос Хуниорс», «Индепендьенте» и «Феррокарриль Оэсте».

### Тренерская карьера
В разные годы в течение шести периодов (1970—1971, 1974, 1981, 1992—1994, 1997—2000, 2004—2005) Соса работал главным тренером «Архентинос Хуниорс», с которым в 1997 году пробился в Высший дивизион.
Помимо Архентинос Хуниорс, Соса в разные годы тренировал такие известные клубы как «Индепендьенте», «Тигре», «Уракан», «Колон», «Расинг», «Ланус» и «Кильмес». Всего в его послужном списке было 14 разных аргентинских клубов.

### Смерть
Скончался 6 июля 2020 года в больнице Буэнос-Айреса в возрасте 75 лет от последствий перенесённого инсульта.